# 良性筋線維束性攣縮症
良性筋線維束性攣縮症(りょうせいきんせんいそくせいれんしゅくしょう、英語: Benign fasciculation syndrome、略称: BFS）は、身体の様々な骨格筋の筋線維束性攣縮(en:fasciculation)により特徴付けられる神経疾患である。筋線維束性攣縮はどの骨格筋群でも起こり得るが、目蓋、腕、手や指、脚、そして足に起こるのが最も一般的である。また、舌に影響が及ぶ場合もある。筋線維束性攣縮は一時的、もしくは持続的である。

## 兆候と症状
BFSの主な症状は局所的もしくは広汎な随意筋の不随意運動であり、不特定または特定の時間、部位に起こり得る。
BFSの症状には以下のものがある。
- 筋線維束性攣縮（基本症状）
  - 眼瞼ミオキミア
- 低運動能（持久力不足）
- 全身疲労
- 筋肉痛
- 不安（根本原因の場合がある）
- 咽喉頭異常感症（ヒステリー球）
- 感覚異常[3]
- こむら返り[4]
- 痙攣

その他の症状としては
- 呼吸困難
- 深部腱反射亢進[2][5]
- 筋硬直
- 震戦
- 痒み
- ミオクローヌス

がある。
BFSの症状群は典型的には筋肉が安静下にあり、極度の筋力低下を伴っていない場合に現れる。しばしばBFSは筋力低下を認めるが、それは疲労した両上下肢から生じる感覚であり、臨床的な筋力低下ではない。つまり、例えば、必要性がある時には腕や脚を動かすことができ、日常的動作を行うことができるということである。一方で、通常時よりもわずかに筋肉が緊張しているように感じられる場合もある。
また、BFSの症例においては、筋線維束性攣縮が身体の一部分から別の部分にジャンプするように移動することがある。例えば、足の筋肉から始まり、間もなくしておでこに生じ、その後お腹に生じる、などである。
疲労による眼瞼ミオキミアや、ミオクローヌスと異なり、筋線維束性攣縮が比較的広範かつ付随する症状が多彩であることが特徴である。
筋線維束性攣縮が頭に起こる可能性があることは、脳の脊髄への排他的かつ非依存性により、脳が筋線維束性攣縮の発生源であることを強く示唆している。(脳と脊髄は共に中枢神経系を構成している。）

## 原因
BFSの正確な原因は不明であり、運動神経 、筋肉、神経筋に関する病気の一つなのかどうかもわかっていない。筋線維束性攣縮は脊髄損傷、筋ジストロフィー、ライム病、クロイツフェルトヤコブ病、神経線維腫症、筋萎縮性側索硬化症（ALS）、多系統萎縮症のような重篤な疾患の症状でも時折起こるが、過労やストレスが誘因することがより一般的である。
BFSはジフェンヒドラミンのような抗コリン薬、モルヒネのような鎮静剤の長期使用に起因することもあるが、後者においては通常禁断症状の際に起こる。
マグネシウム不足も筋線維束性攣縮と不安の両方を引き起こすことがある。
また、ビタミンD不足も筋線維束性攣縮を引き起こすが、それは血中のイオン化カルシウムの減少に由来する（低カルシウム血症)。
Mitsikostasらは健常者において筋線維束性攣縮が”体重や身長、あるいは不安の度合いとわずかに相関関係にある”ことを発見している。
最近の研究では、筋電図検査（針筋電図検査及び末梢神経伝導速度検査）が正常な症例の最大82%で、広範な筋線維束性攣縮および/あるいは感覚異常と小径線維ニューロパチー(末梢神経障害)との関連性が発見されている。

## 診断
BFSは除外診断である。つまり、BFSを推定する前に、筋線維束性攣縮を引き起こす他の潜在的な原因（ほとんどの場合、ALSなどの運動ニューロン疾患）を除外する必要がある。ここで重要な診断手法は、筋電図検査である。BFSは実際の神経損傷を引き起こさないと思われるため(少なくとも筋電図で見られる程度には)、患者は完全に正常な筋電図（または、見られる唯一の異常が筋線維束性攣縮であるもの）を示す可能性がある。
BFSの診断におけるもう一つの重要なステップは、患者の臨床的な筋力低下を確認することである。臨床的な筋力低下は多くの場合、継ぎ足歩行能力を観察するなど、一連の強度テストを通じて決定される。抵抗力を計る徒手筋力検査には、各脚を挙げる、足やつま先で前後に押す、指でぎゅっと握る、指を広げる、腕や手で押す、または伸ばす、などがある。この検査では、検査者は抵抗力を用いて、対抗してくる手足や指の強度能力の著しい(診断的意義のある)違いを監視する。そのような違いが認められるか、患者が抵抗力を加えることができない場合に、臨床的な筋力低下が認められる。
正常な筋電図結果（または筋線維束性攣縮のみを伴うもの）とともに臨床的な筋力低下が存在しないことは、可能性のある疾患から（ALSなどの）より深刻な疾患を大幅に排除する。
とりわけ、下位運動ニューロン徴候である筋線維束攣縮のみを有する40歳未満の若年者については、臨床的な筋力低下がない、あるいは甲状腺機能や電解質の異常がない場合、可能性は極わずかであるものの偽陽性の可能性を回避するため、電気生理学的検査(筋電図)に依拠することなく、重篤な疾患の不安を解消することができる。
しかし同様に、ほとんどの（ALSを専門とするような）専門家は少数のケース、典型的には50代または60代の男性において、見かけ上は良性である筋線維束性攣縮の出現から脱力までの潜伏期（そして運動ニューロン疾患が明らかになる）が、数年であったことを想起する。ここで手がかりとなるのは、運動ニューロン疾患での筋線維束性攣縮はしばしば、若年時に筋線維束性攣縮の影響を受けていなかった個人で、発症時に突然かつ広範囲であることかもしれない。
一方で、筋線維束性攣縮の場所、例えば、ふくらはぎと比べて腹部、というようなものが、良性疾患として識別的であるかは示されていない。
また、筋線維束性攣縮の特徴が運動ニューロン疾患において神経生理学的に異なるかどうかについては、矛盾する証拠がある。
臨床検査で一般的に見られるもう一つの異常は、反射亢進として知られる活発な反射作用である。標準的な臨床検査は目立たないことが多い。神経学者のJohn C. Kincaidによると、
“神経疾患の臨床的および筋電図学的所見がない場合に、BFSの診断が行われます。このような患者には、約6ヶ月の間隔で臨床検査と筋電図検査を1年以上続けてから、筋線維束性攣縮が本当に良性であるという診断を得られることをお勧めします。良性と思われる筋線維束性攣縮を治療するための私のアプローチは、不吉な病気が存在しないようだと、まず患者を安心させることです。” 

## 治療
本態性振戦の治療に使用されるのと同じ薬物（β遮断薬と抗てんかん薬）で、ある程度の筋線維束性攣縮のコントロールが達成される場合がある。しかし、治療に対する最も効果的なアプローチは、多くの場合、付随する不安を治療することである。症状を完全にコントロールする薬、サプリメント、もしくは他の治療法は発見されていない。マグネシウム欠乏が筋線維束性攣縮を引き起こす場合は、マグネシウムの補充が症状の軽減に効果的である。
多くの場合、BFSの症状の重症度は、全体的な日々のストレスを軽減するための予防的なアプローチによって大幅に軽減できる。ストレスを軽減する一般的な方法には、運動量を増やすこと、睡眠時間を増やすこと、作業時間を短縮すること、瞑想、あらゆる種類の食事性カフェイン（コーヒー、チョコレート、コーラ、市販薬など）を排除することなどがある。 また、筋線維束性攣縮と一緒に痛みや筋肉痛が見られる場合、患者は痛みが増しているときにイブプロフェンやアセトアミノフェンなどを含有する市販薬を服用することを勧められることがあるが、その他の疼痛管理形態も採られることがある。なお、市販薬を服用する前には、医療機関との対話を開始して、長期使用または既存の状態に関連する有害な影響を回避する必要がある。

## 予後
診断後のBFSの患者の予後は、一般的には良好とみなされている。この症候群は、長期的な身体的ダメージを引き起こさないと知られている。また患者は、良性であると診断された後でも高まった不安に苛まれることがあるが、そのような患者はしばしば、ストレスや不安の軽減と理解を手助けできる専門家、もしくは不安をコントロール下に保つために薬を処方できる者のサポートを受けることとなる。
自発的な寛解が起こることもまた知られており、不安が主な原因であると考えられる場合、典型的には、根本的な不安が治療された後、症状は軽減される。Mayo Clinicによる1993年の研究では、BFSと診断された121人を診断後2〜32年（平均7年）に評価したところ、これらの患者のうちBFSがより深刻な病気に進行した症例はなく、患者の50％がフォローアップ時に症状の有意な改善を報告している。診断時の症状よりも症状が悪くなったと報告した患者はわずか4％であった。